# Scopula iterata
Scopula iterata là một loài bướm đêm trong họ Geometridae.